# Monument à Catherine II (Saint-Pétersbourg)
 (octobre 2024).
Si vous disposez d'ouvrages ou d'articles de référence ou si vous connaissez des sites web de qualité traitant du thème abordé ici, merci de compléter l'article en donnant les références utiles à sa vérifiabilité et en les liant à la section « Notes et références ».
Le Monument à Catherine II  (« Памятник Екатерине II » en russe) à Saint-Pétersbourg a été réalisée par David Ivanovitch Grimm, Alexandre Opekouchine et Mikhail Mikeshin et inaugurée en 1873.

## Histoire
Alexandre II de Russie voulut dès le début de son règne ériger une statue en l'honneur de l'impératrice Catherine II de Russie. Le premier projet dessiné par Mikeshin représentait une belle femme gracieuse portant une couronne de lauriers et tenant une lyre. Le piédestal était orné de quatre médaillons représentant Alexandre Souvorov, Rumiantsev, Grigori Potemkine et Derjavine, quatre sujets de l'impératrice ayant joué un rôle politique et militaire important. Ce projet fut présenté lors de l'exposition d'art à Londres et sa qualité technique fut même récompensée par une médaille. Ce projet plaît à Alexandre II et en 1862, la statue est exposée au Tsarskoïe Selo, lieu de résidence royale.
En 1863, le petit-fils de Souvorov demande au roi de construire une statue de Catherine II au cœur de Saint-Pétersbourg. Le roi accepte, et en juin 1863, Mikeshin lui présente un nouveau projet  encore plus grandiose. Cette fois-ce, la statue fait 15 mètres de haut, et les médaillons sont remplacées par des statues. Malgré le scepticisme de l'académie des arts, ce projet est confirmé par l'empereur le 4 février 1865. Commence alors un laborieux travail qui va durer plus de sept ans à cause des problèmes de financement.
Le 3 février 1867, la statue de Catherine II est érigée par Opekouchine. Elle fait plus de quatre mètres de haut. Suivent les statues de Dachkov et Derjavine (avril 1868), puis les statues de Rumiantsev et Souvorov (décembre 1868).  Le 15 février 1871, Alexandre II demande à Opekouchine de sculpter plus de figures. Encore cinq personnages influents vont donc être ajoutés. Le 14 juin 1872, encore une fois à la demande de l'empereur, les titres de civilité de tous les personnages influents sont ajoutés près de leurs noms. 
Durant ce temps, David Ivanovitch Grimm prépare le terrain. Juste en face du théâtre Alexandra, sur un diamètre de 20 mètres, la terre fut creusée jusqu'à 3,5 mètres. De juin 1872 au mois de mai 1873, les détails sont sculptés dans une usine de la ville. 270 kg de granite d'isthme de Carélie sont utilisés pour construire le piédestal. En tout, 50 tonnes de bronze ont été utilisés. 

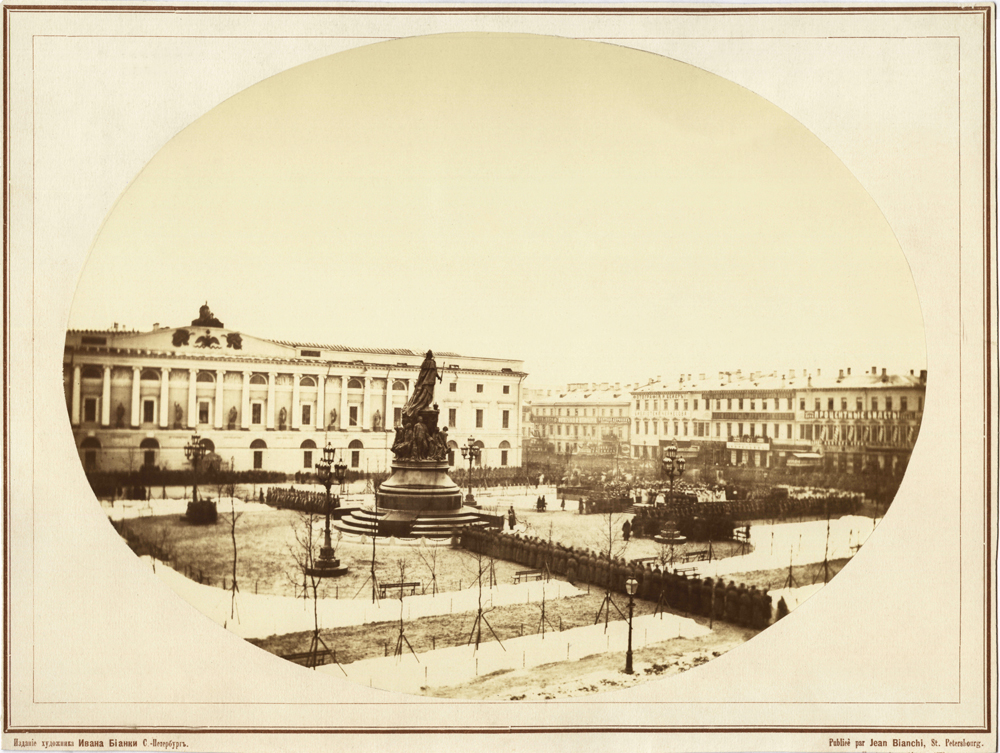
Inauguration du monument à Catherine la Grande en 1873.

Le 24 novembre 1873, 140 ans après la naissance de l'impératrice, le jour de la sainte Catherine, la statue est enfin terminée et montrée au grand public en présence de l'Empereur.

## Description

Détails de la statue
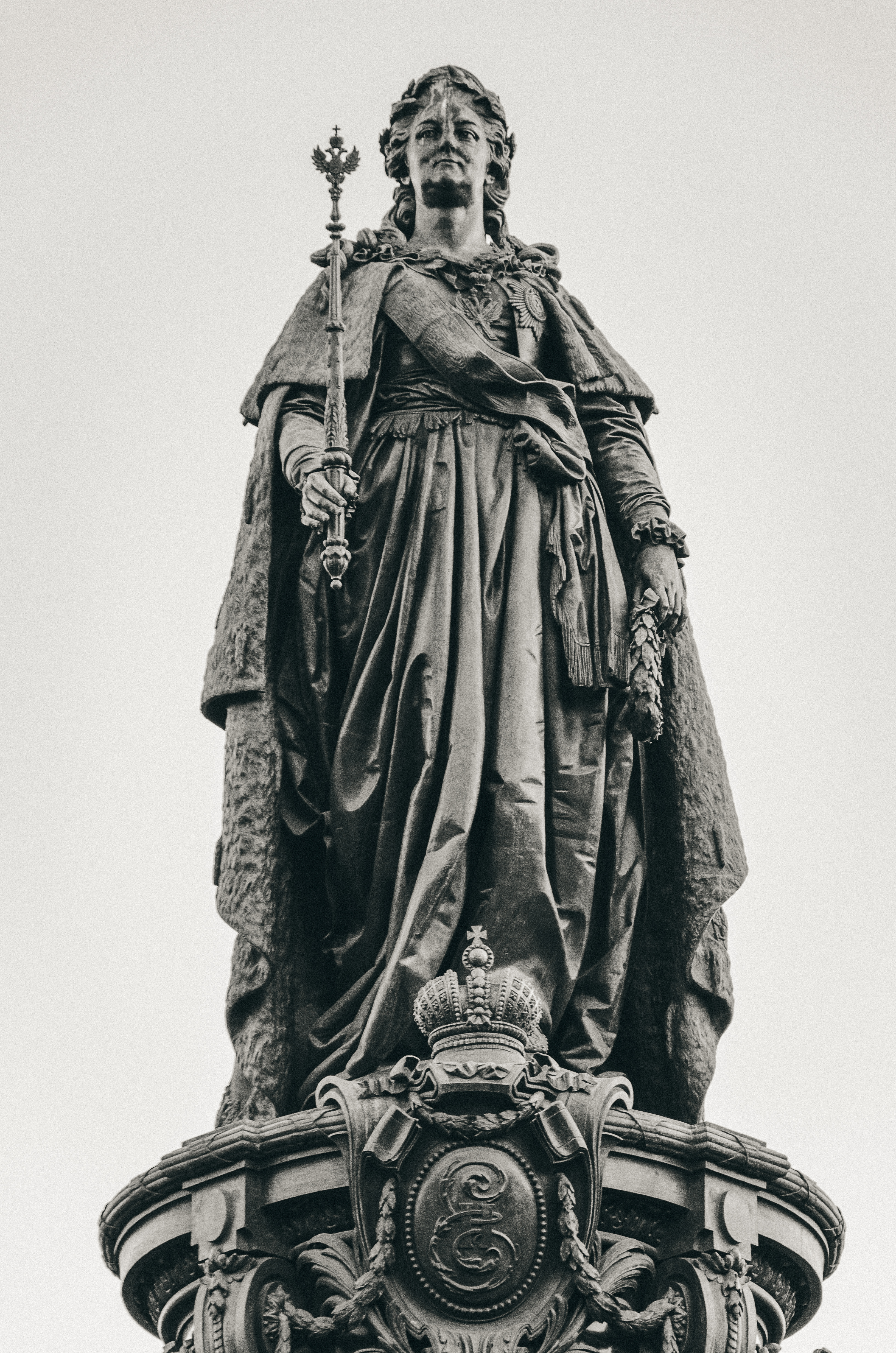
La statue de l'impératrice.
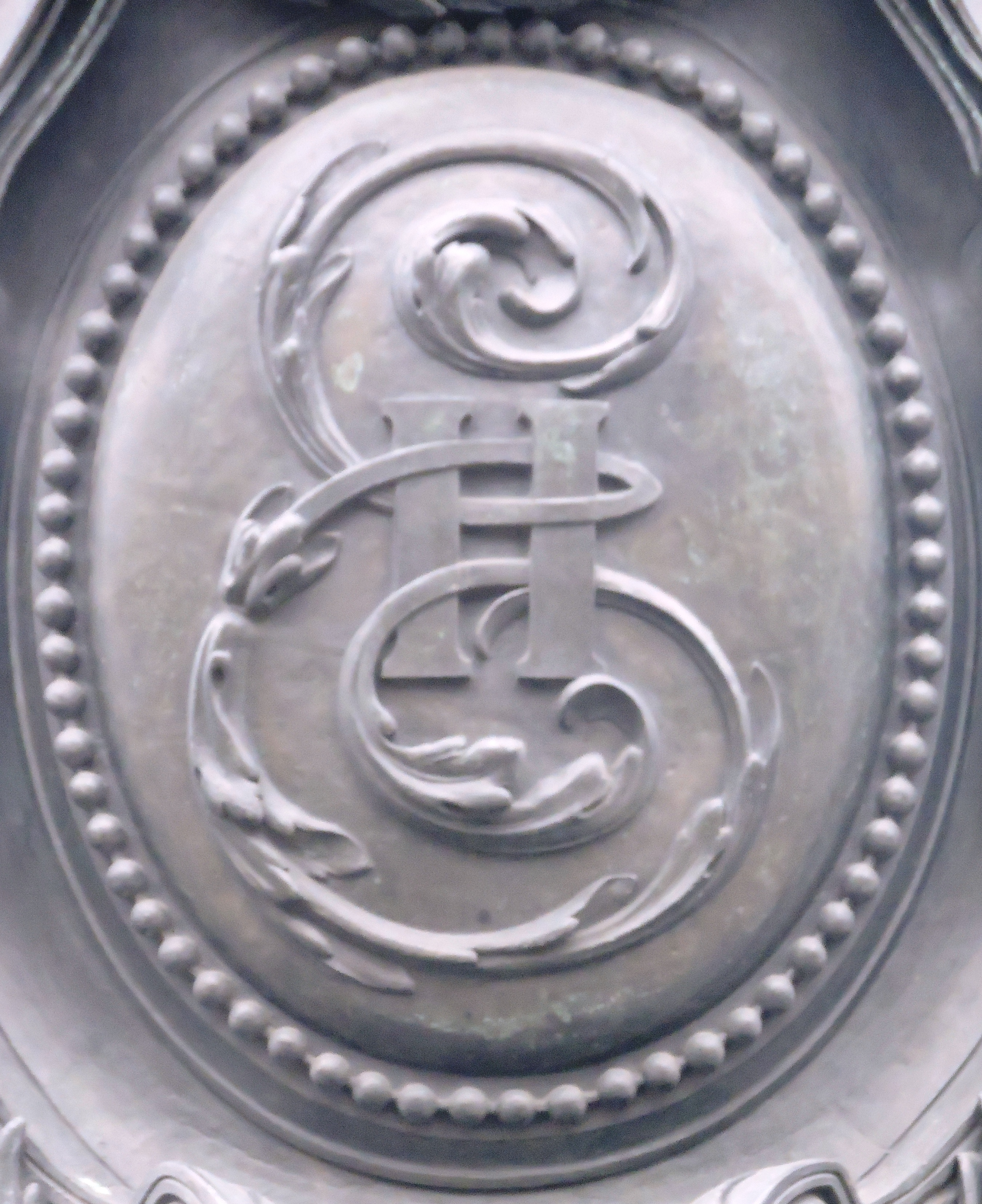
Monograme de l'impératrice.
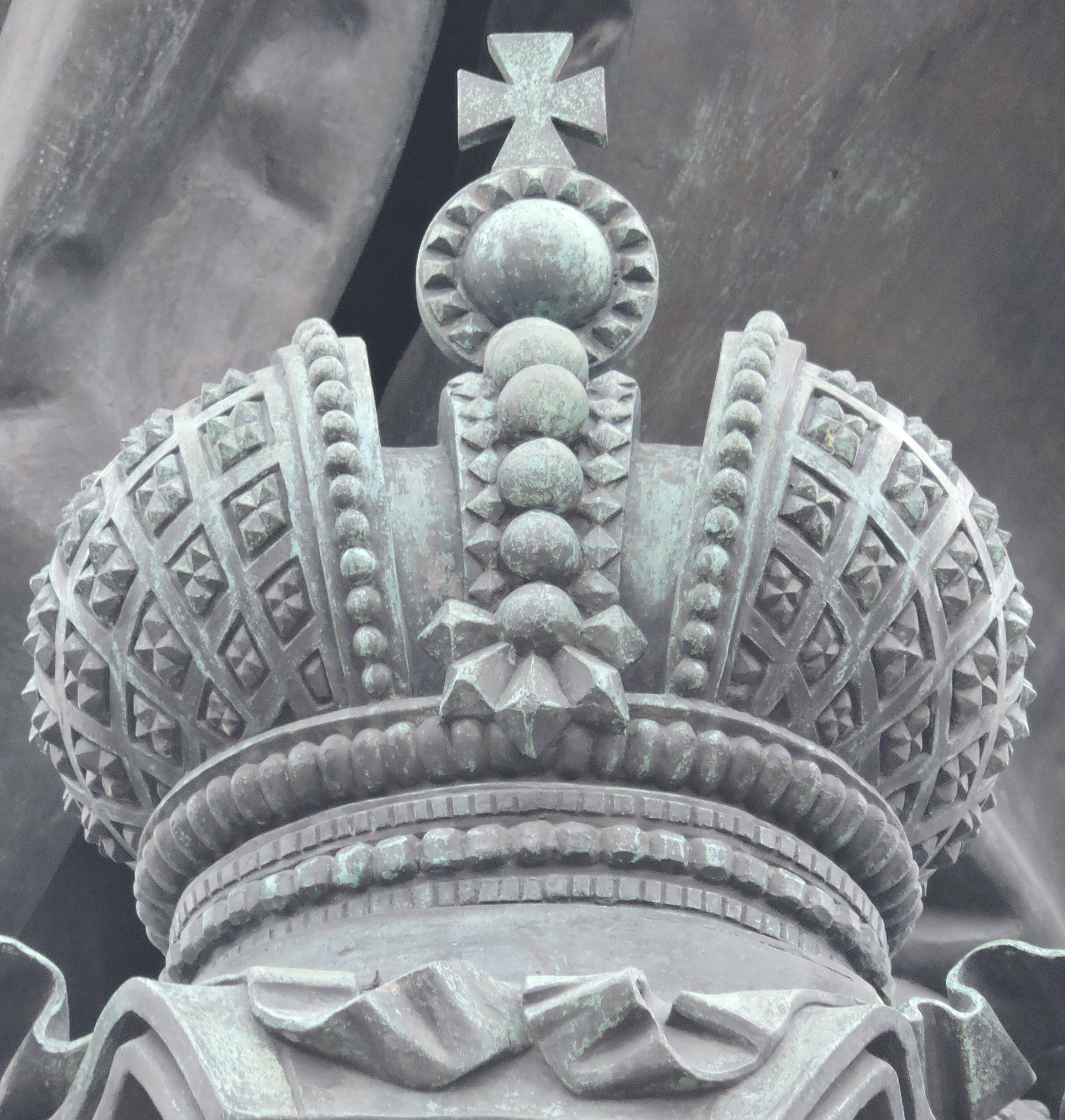
Couronne impériale russe au pied de la statue.

L'impératrice, du haut de son piédestal est très imposante. Elle se tient droite, mais elle ne semble ni sévère, ni grave. Un léger sourire éclaire son visage. Dans la main droite, Catherine II tient un sceptre, symbole de la royauté, tandis que dans la main gauche, elle serre une couronne de laurier, aussi appelée couronne triomphale qui souligne sa gloire. Elle est vêtue d'un long manteau d'hermine qui laisse apercevoir le ruban de moire et la chaîne de l'ordre impérial de Saint André le premier nommé accrochés à sa robe. Cet ordre était mis en place par Pierre Ier de Russie et regroupait tous les membres de la famille royale ainsi que certains personnages influents. C'était la plus grande distinction en Russie. À ses pieds, gît la couronne de l'empire russe. 

Sculptures du socle
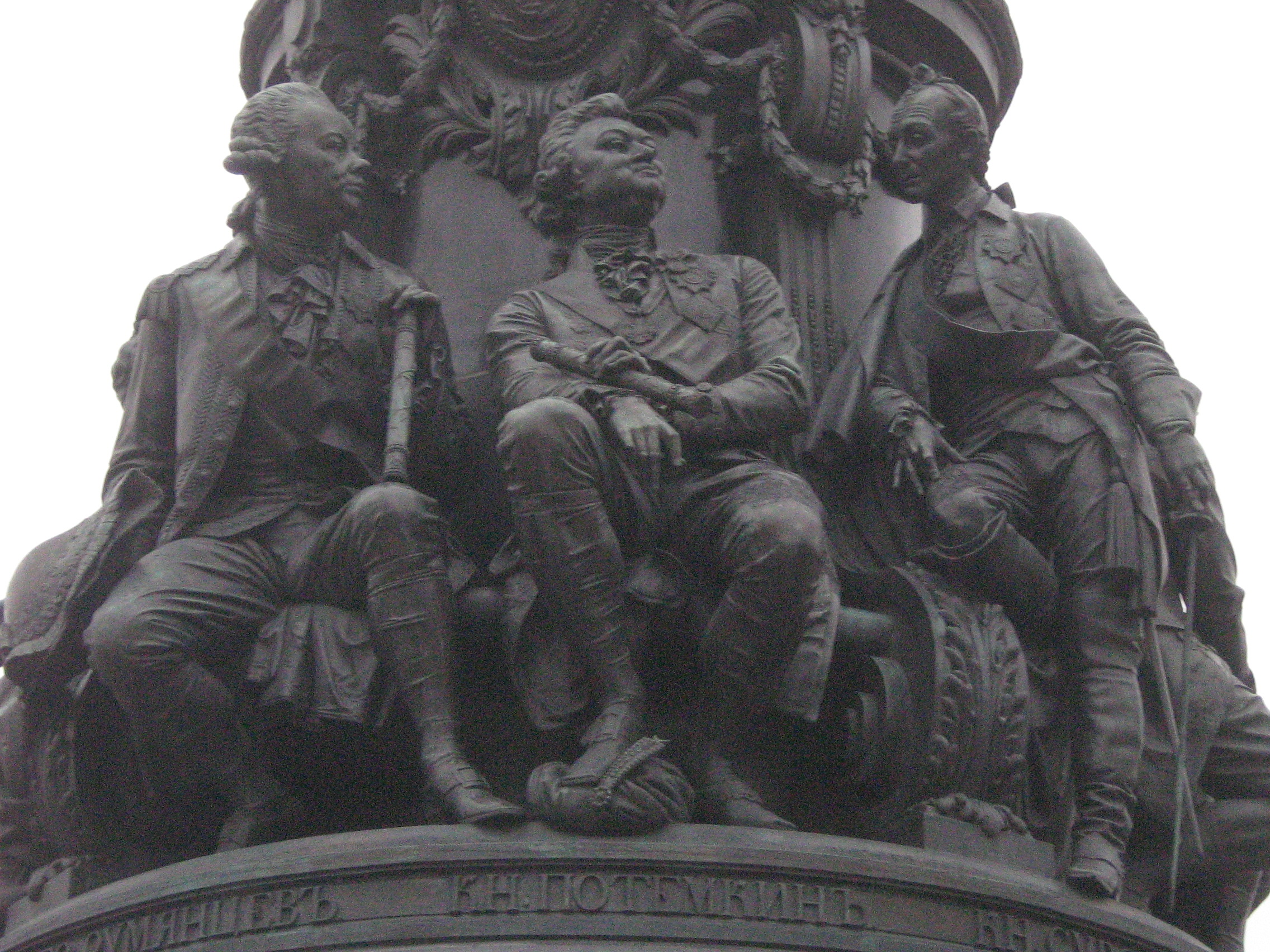
Les généraux : Piotr Alexandrovitch Roumiantsev, Grigori Potemkine, Alexandre Souvorov.
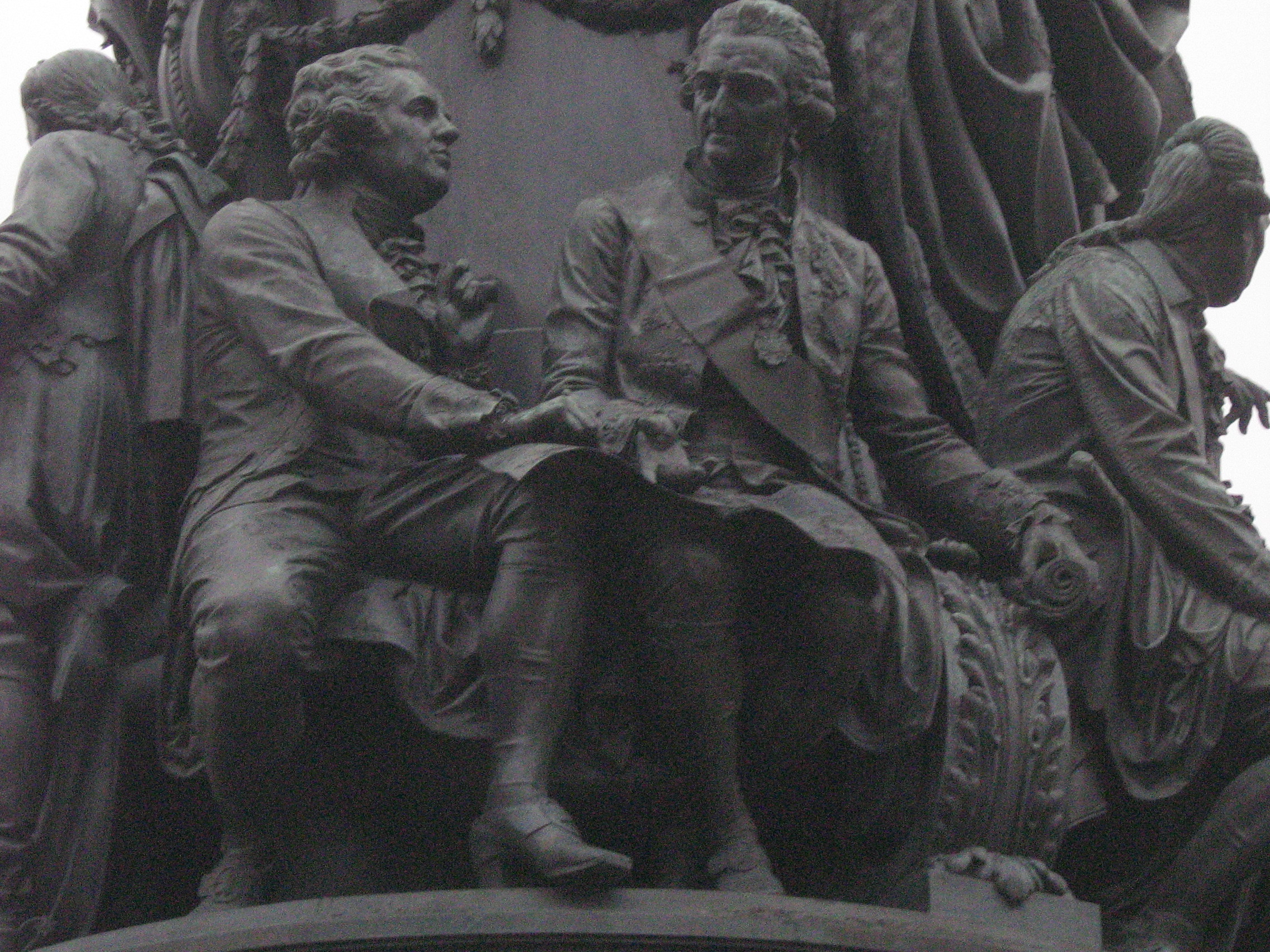
Les diplomates : Alexandre Bezborodko, Ivan Ivanovitch Betskoï
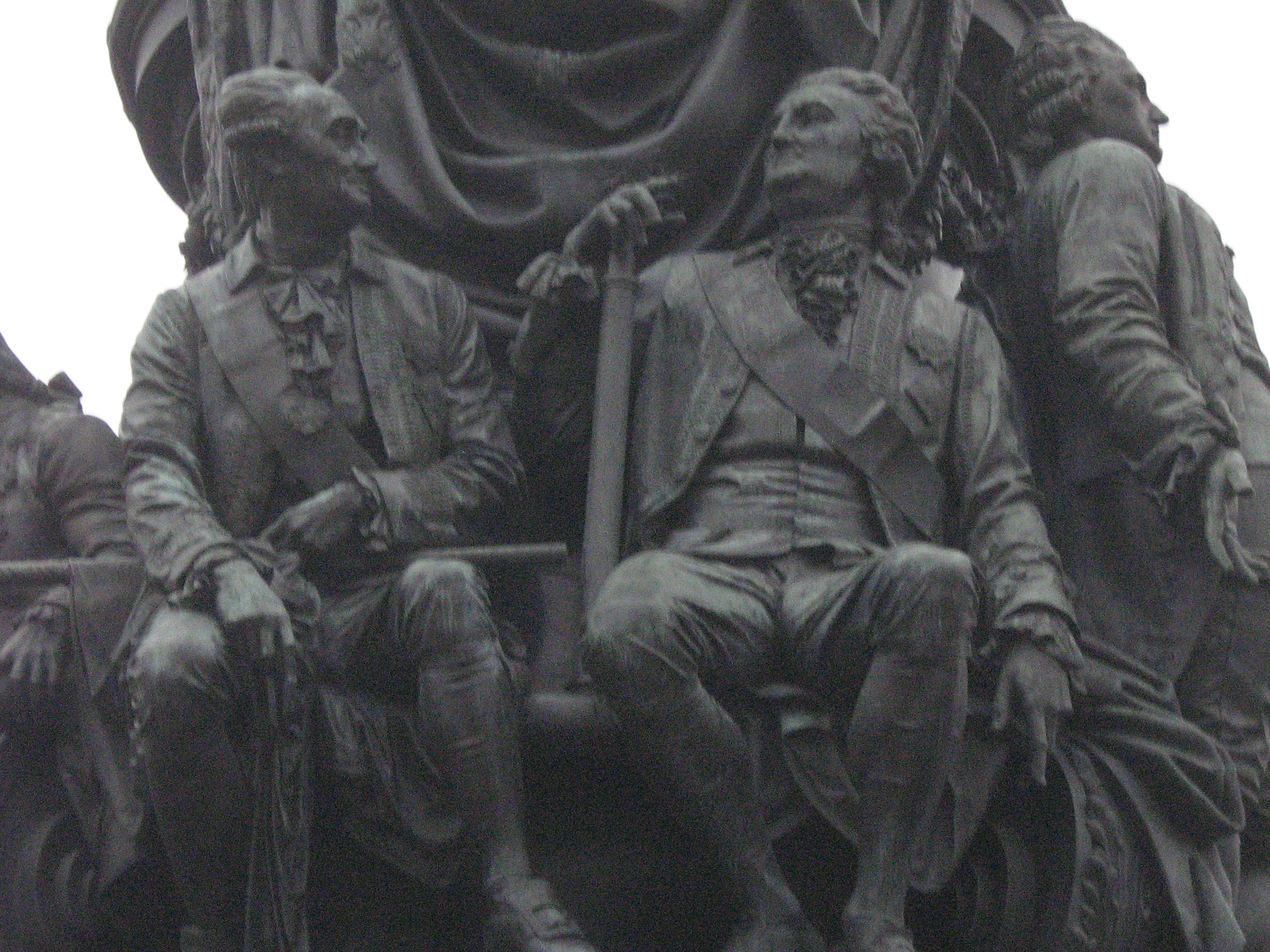
Les amiraux : Vassili Tchitchagov, Alexeï Orlov
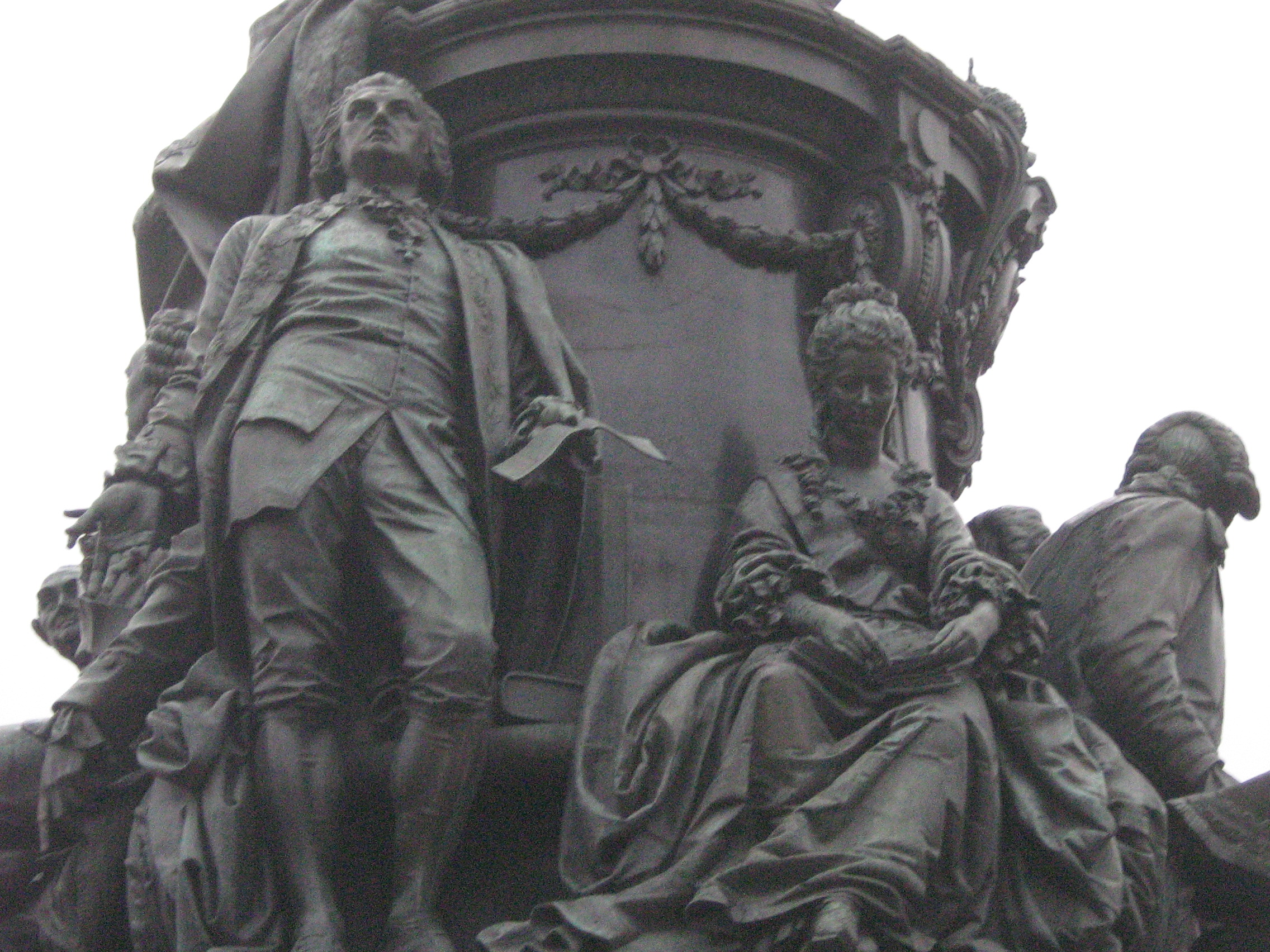
Les écrivains : Gavrila Derjavine, Catherine Dachkov

Sous la statue, se tiennent neuf personnages, parmi les plus influents du temps de règne de Catherine la Grande. Il s'agit de Piotr Alexandrovitch Roumiantsev, célèbre général et gouverneur de l'Ukraine, Grigori Potemkine, l'amant d'impératrice et colonisateur des steppes au sud de L'Ukraine, Alexandre Souvorov, célèbre général, le poète Gavrila Derjavine, homme politique, Catherine Dachkov, la fondatrice de l'académie impériale des Arts, Alexandre Bezborodko, chancelier de l'empire russe et ministre des affaires étrangères, Ivan Betshoy, président de l'académie impériale des Arts, Vassili Iakovlevitch Tchitchagob, explorateur et général ayant participé à la guerre russo-turque et enfin, Alexeï Orlov, commandant des forces navales russes. Ces personnes influentes semblent vivantes. Elles discutent, certains sont assis, d'autres se tiennent debout. Les attributs ainsi que leurs noms, inscrits sous leurs représentations permettent de les reconnaître. Ainsi, le poète Derjavine tient un parchemin dans sa main, la regard porté au loin, sa position est très proche de celle d'un orateur. Il en est de même pour chaque personnage. Souvorov par exemple, porte une épée, Dachkov lit un livre... 

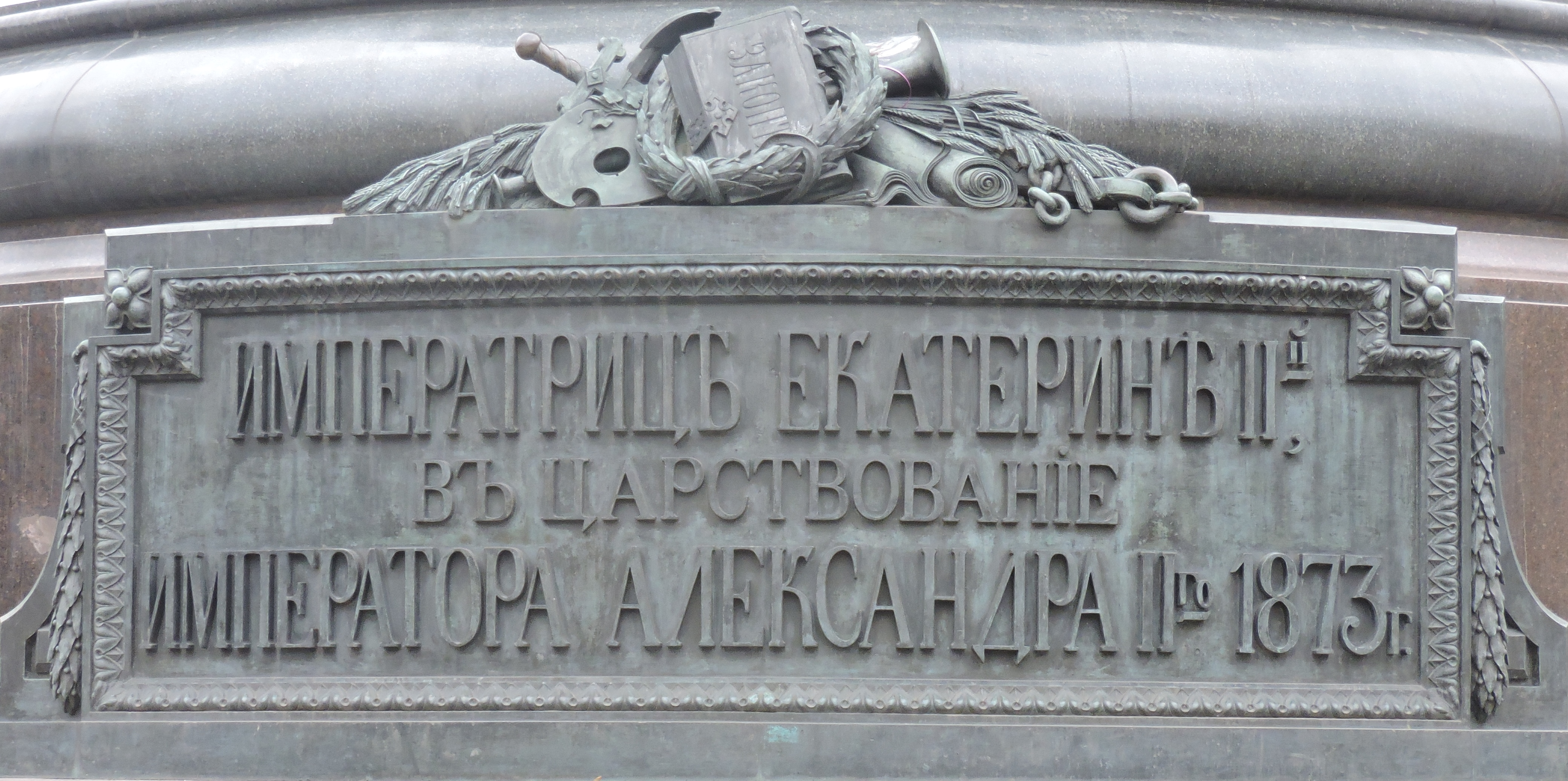
L'inscription sur le socle

Sur la fondation du piédestal on peut remarquer une inscription: « pour l'impératrice Catherine II durant le règne de l'empereur Alexandre II, 1873 ». Juste au-dessus de cette inscription, des décorations en bronze représentent un livre de la Loi, entouré d'attributs de la science, les parchemins, de l'art, la fanfare, de l'art militaire et naval, l'ancre et l'épée, et du travail de la terre, l'épi de blé.

## Galerie

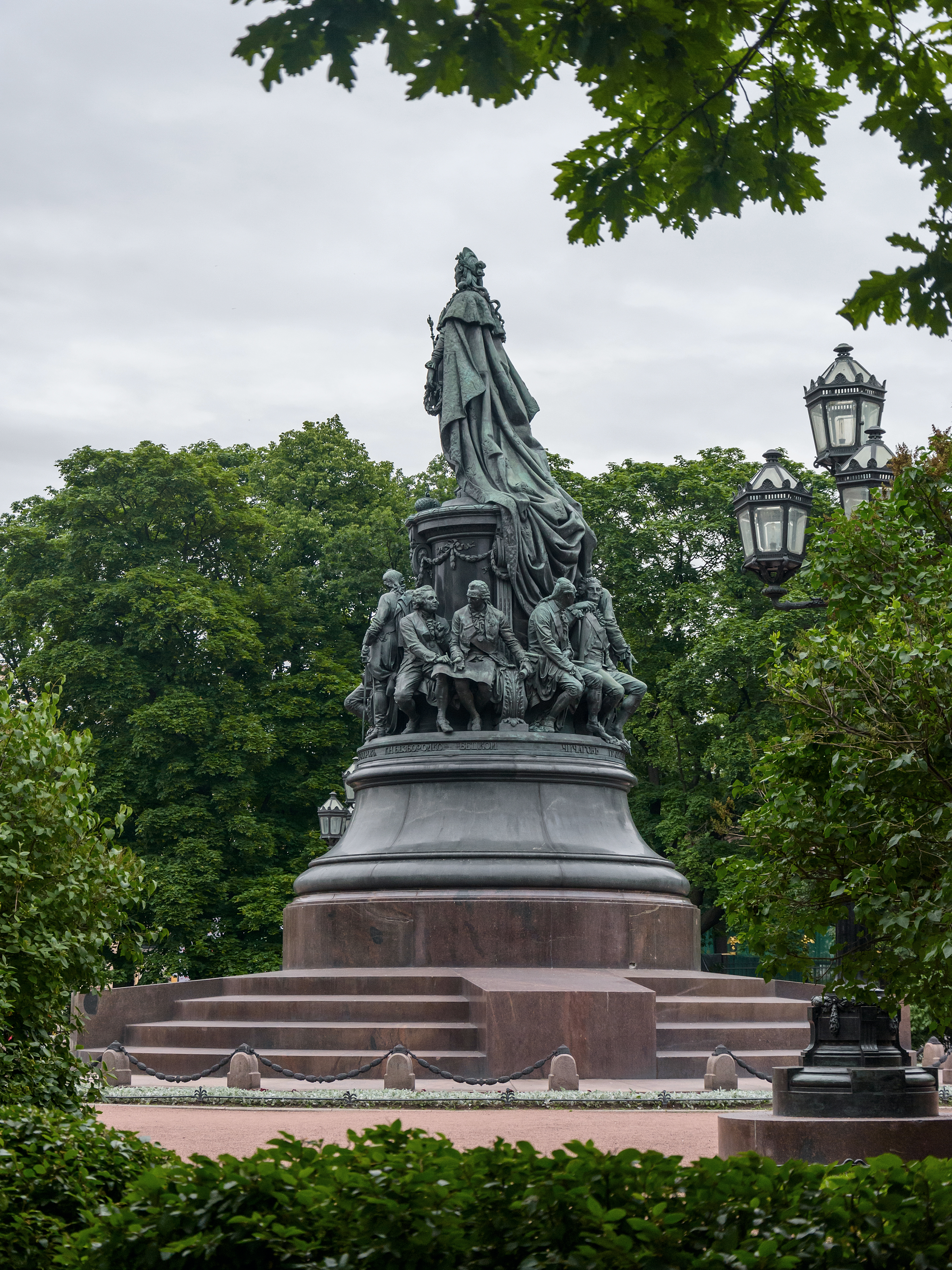
Le Monument à Catherine II.
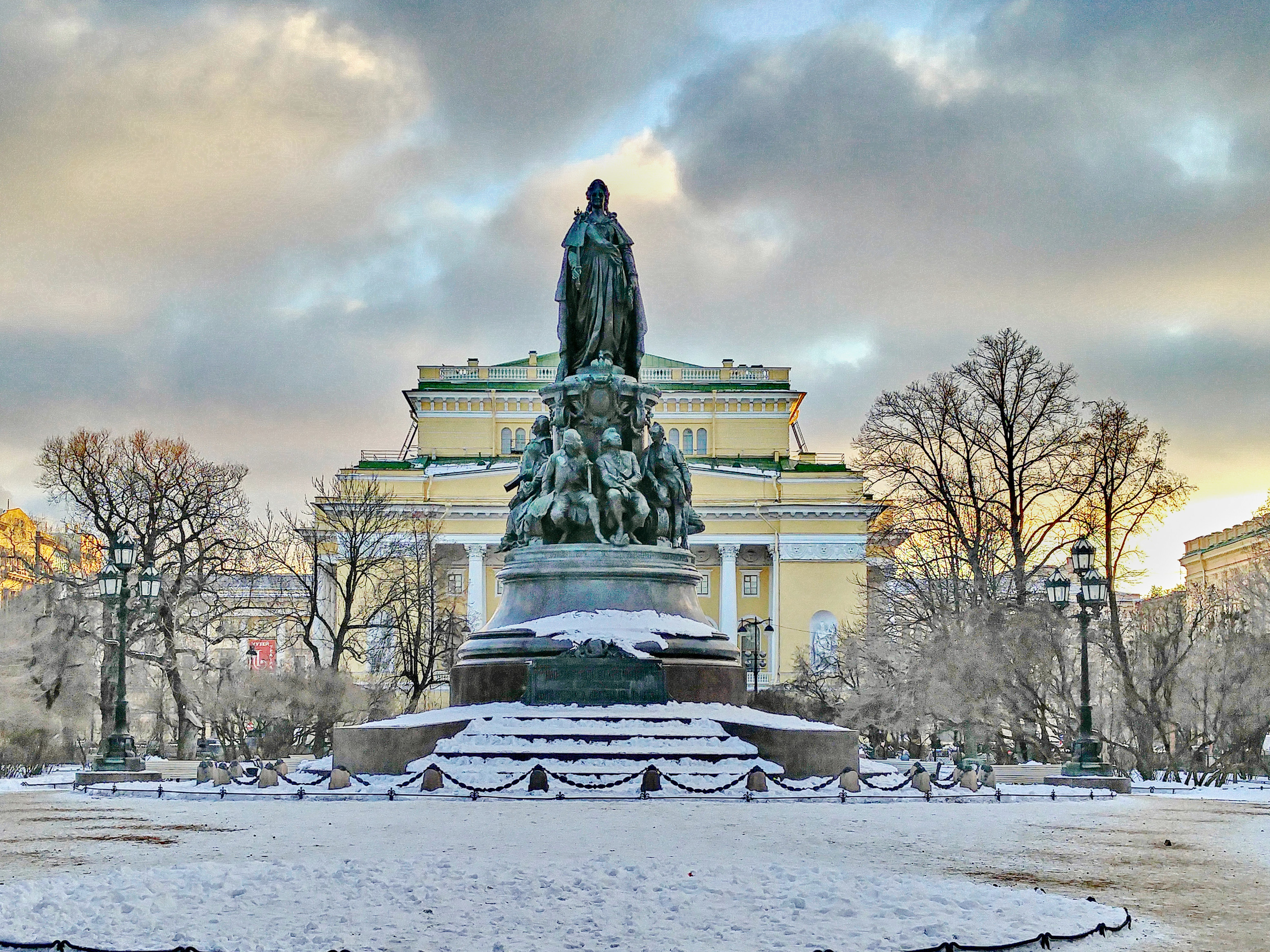
La statue et le Théâtre Alexandra sous la neige.
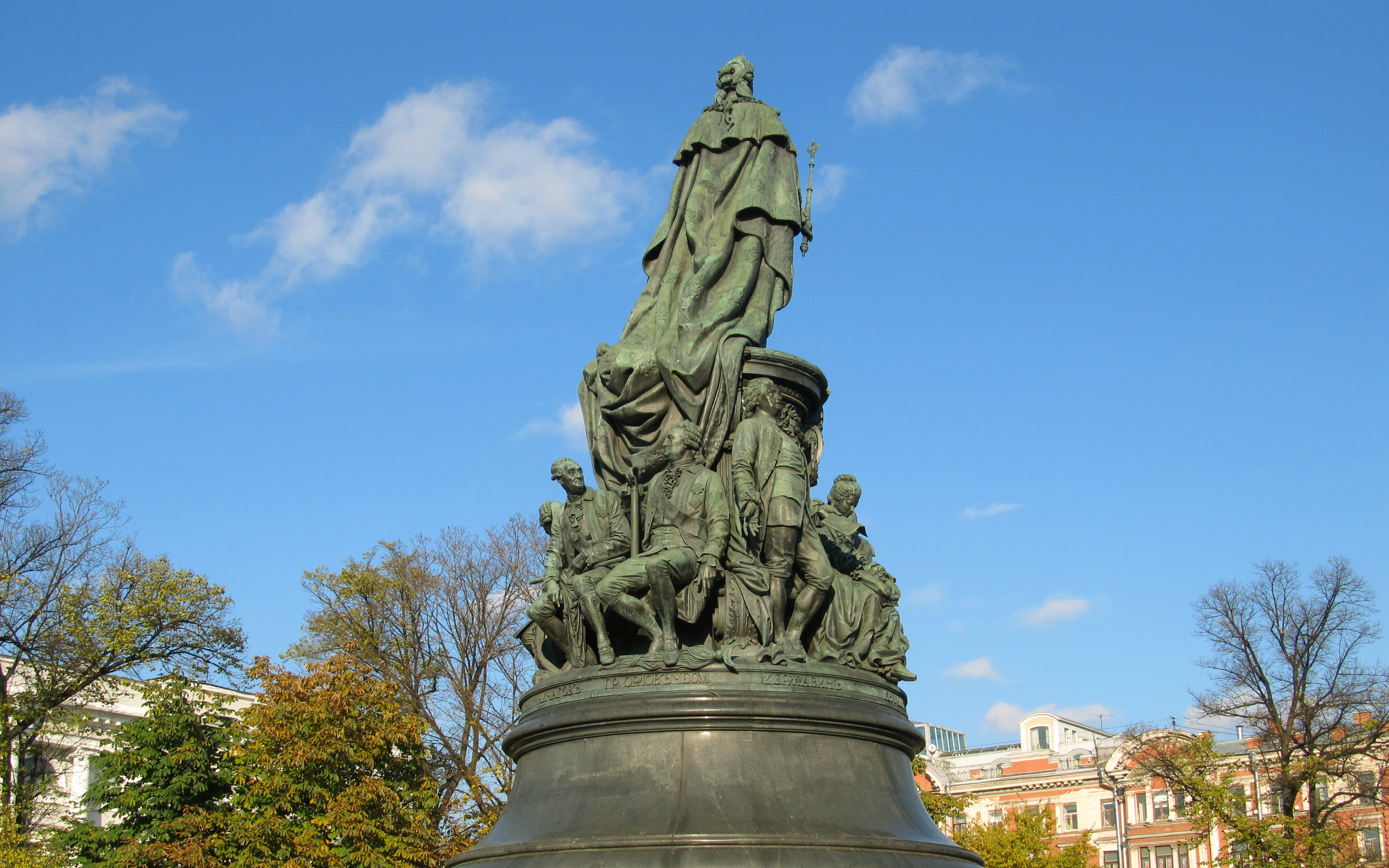
Le Monument de dos.
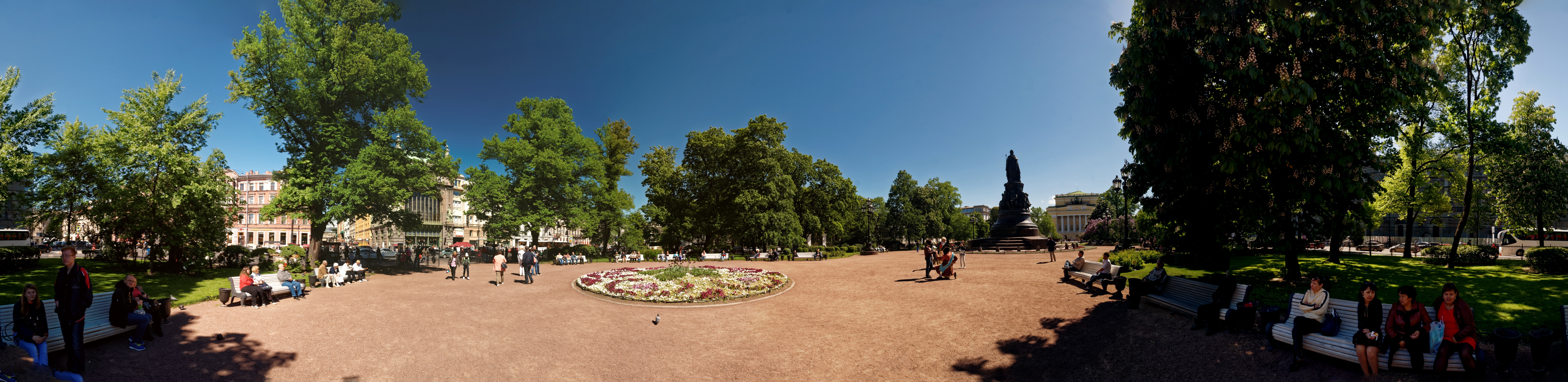
Panorama du square Ostrovsky.

## Sources
- prlib.ru
- encspb.ru
- opeterburge.ru